# Цинберг, Сергей Лазаревич
Сергей (Исраэль, Израиль) Лазаревич Цинберг (идиш ישראל צינבערג‎; 1873 — 1939, Владивосток, РСФСР, СССР) — российский химик, журналист, публицист и литературовед, автор первой истории еврейской литературы на идише.

## Биография
Израиль Лазаревич Цинберг родился в 1873 году в местечке Лановцы Волынской губернии. Высшее образование получил в Карлсруэском политехникуме.
С 1898 года жил в городе Санкт-Петербурге, где заведовал химической лабораторией на Путиловском сталелитейном заводе. Был женат на Розе Владимировне Цинберг (урождённой Рабинович) (1876—1966).
В 1900 году Цинберг дебютировал монографией «И. Б. Левинзон» и популярно-научной работой по естествознанию «Wos thut sich oif der Welt» (издательство «Achiassaf»).
С 1901 года стал сотрудником журнала «Восход», где, кроме постоянного отдела «Обзор еврейской печати» (статьи на текущие темы за подписью Z), поместил много критических статей и ряд работ по истории еврейской литературы и культуры: «Происхождение Шейлока» (1901; вышла также отдельно), «Жаргонная литература и её читатели» (1903); «Два течения в еврейской жизни» (1905; вышла также отдельно). После закрытия «Восхода» публиковался в изданиях «Свобода и равенство» и «Еврейский мир», где, кроме статей на текущие литературные темы, поместил ряд критических этюдов ο еврейских писателях.
Сергей Лазаревич Цинберг принимал активное участие в издании сборников «Пережитое»; здесь он напечатал культурно-исторические очерки «Первые социалистические органы в еврейской литературе» (т. I), «Писаревщина в еврейской литературе» (т. II) и «Предтечи еврейской журналистики в России» (т. IV). К циклу таких работ относятся статьи: «Исаак-Бер Левинзон и его время» («Еврейская старина», 1910) и «Der Kol-Mebasser un sein Zeit» (Jüd. Welt, 1913, I—IV).
Цинберг — один из авторов «Еврейской энциклопедии Брокгауза и Ефрона», где работал с самого первого тома; ведя отдел новоеврейской и жаргонной литературы, он поместил также ряд статей по другим темам («Гаиом», «Гацефира» и др.).
С 1912 года состоял членом редакции журнала «Jüd. Welt». Цинберг сотрудничал и с другими иудейскими изданиями (Fraind и др.), а также с древнееврейскими органами (Гамелиц, Ha-Zeman). Кроме того, он печатался и в специальных изданиях (Stahlund Eisen f. Analyt. Chemie), где публиковал статьи по аналитической химии.
С. Л. Цинберг часто читал доклады и лекции в еврейских научных и просветительных учреждениях. По словам российского историка Ю. И. Гессена, «Работы Ц., написанные с любовью, отличаются добросовестностью исследования и легкостью изложения».
После октябрьского переворота он не изменил своим идеям и всячески старался продолжать развитие иудаики. С 1919 по 1923 год он был учёным секретарем Еврейского университета, где преподавал историю еврейской литературы и историю появления и развития идиш. В период с 1922 по 1930 год он опубликовал множество публицистических и научных статей в еврейских печатных изданиях («Еврейский альманах», «Еврейский вестник», «Еврейская мысль», «Еврейская летопись», «Еврейский вестник»). Помимо этого с 1928 по 1930 год занимал пост редактора журнала «Еврейская старина».
В 1923 году Цинберг был назначен зампредом Еврейского историко-этнографического общества, а с 1927 года был его председателем.
В период с 1920-х по 1930-е годы работы С. Л. Цинберг нередко публиковались в зарубежных изданиях, вёл активную переписку с друзьями и коллегами за пределами СССР. В его доме были частыми гостями И. Опатош, Д. Пинский и М. Вишницер. Учёный почти не сотрудничал с советскими печатными изданиями на идиш. В его квартире еженедельно собирался кружок, который в то время был одним из немногих центров жизни еврейской диаспоры в городе Ленинграде.
В декабре 1938 года НКВД арестовало С. Цинберга и нескольких других членов кружка. Учёный был приговорён к восьми годам лагерей по статье 58-10 УК РСФСР и отправлен отбывать срок на Дальний Восток. В том же году, 28 декабря, он умер во Владивостокском пересыльном лагере (по другим сведениям — 3 января 1939). По свидетельству очевидца, группу заключенных, среди которых был и Сергей Лазаревич Цинберг, после того, как они помылись в бане, садисты-охранники долгое время держали на улице не позволяя одеться, после чего многие из них заболели и умерли.
В 1956 году Сергей Лазаревич Цинберг был реабилитирован.
Архив Цинберга, который он собирал долгие годы, по большей части был конфискован. Оставшуюся часть архива, выполняя последнюю волю Сергея Лазаревича, заботливо сохранила семья Цинбергов, ради чего они остались в осаждённом фашистами Ленинграде. Это не прошло для них без последствий, в 1942 году от лишений умер Хаим Соломонович Левин — муж Тамары Цинберг. «Ленинградскую блокаду Роза Вульфовна, Тамара Сергеевна и Эрнест пережили в самом городе. Эрнест Цинберг помнит, как, собираясь в бомбоубежище во время воздушной тревоги, единственное, что брали с собой из ценного, — зашитый в холстину том рукописи „Истории“, который он, тогда ребёнок, нёс в своем рюкзаке». Историку Х. Александрову (1890—1972), арестованному вместе с Цинбергом, посчастливилось пережить ужасы ГУЛАГ и вернуться домой. По возвращении он, в память о замученном друге, тщательно занимался изучением уцелевшей части архива Цинберга, который был передан на хранение в ленинградский филиал Института народов Азии АН СССР.